# 麥翠嫻
麥翠嫻（英語：Betty Mak Tsui Han，1961年10月16日—），香港女藝人，畢業於1982年亞洲電視第一屆藝員訓練班。1995年後曾一度淡出娛樂圈，轉向專注投資發展。

## 背景

### 早年生活
麥翠嫻早年在葵青區石蔭邨成長，有一兄二弟。父親是一名散工，母親是一名車衣女工。麥翠嫻就讀位於石蔭邨第三座的中華基督教會基蔭學校（1975年上午校畢業，在校時為風紀隊總隊長），後升讀裘錦秋中學（葵涌）（考獲豁免五年學費資格）。她曾因家境貧窮而無法上學。幼稚園時期獲校內老師代為繳交學費，才得以繼續學業。她的讀書成績中規中矩。由於家庭氣氛有時不和睦，其成績因此出現變化。麥翠嫻於小學六年級時當過童工，並休學一年。但自己當時希望上學，於是一邊學習，一邊到醬油工廠賺錢。上中學後以後仍在工廠工作，負責剪線頭一類崗位。又會到河背街的酒樓當暑期收銀員。不久，她主動聯絡住所樓下的「嘉心幼稚園」校長，表達想擔任教師的意願。結果在15至16歲階段利用上午時段到幼稚園當教師，下午則在中學上課。中學畢業前，她還在葵青貨櫃碼頭任職船務文員和在太古集團旗下的公證行任職會計文員。課餘時間都用作學習會計之用。

### 演藝圈發展
麥翠嫻於1982年獲鄰居鼓勵報考亞洲電視第一屆藝員訓練班。當年的她正在太古集團工作。同時分別在摩理臣山工業學院（香港專業教育學院摩理臣山分校的前身）和香港理工學院工程學院（香港理工大學工程學院的前身）分別修讀室內設計及電機工程系文憑。她的同屆訓練班同學計有黃秋生、區靄玲、苑瓊丹、吳毅將等。而麥之所以報考訓練班是因為她想學習化妝及司儀技巧，而非對演戲感興趣。於1983年畢業後，她加入亞洲電視後參演不少電視劇集，為1980年代亞洲電視花旦之一。她在效力亞洲電視期間，亦曾經獲得香港「十大電視明星」獎項。
後來，她在1987年被馮美基、劉天賜等人挖角，因而轉投無綫電視。邱德根得知此事時一度挽留麥留在亞洲電視。最終邱調高她的薪酬，令她再在亞視逗留一段時間。1988年完成《姊妹情》劇集拍攝後正式加入無綫電視。其後在劇集中多以配角身份亮相。
麥翠嫻於1990年代中期淡出娛樂圈，下嫁給商人龔汝華，婚後主要從事商業活動，亦偶有出席各類商業宣傳推廣。2015年起，一些澳門的商業機構邀請她參與演出，便多了在演藝界露面。既參與舞台劇，又登台演出。

### 家庭生活

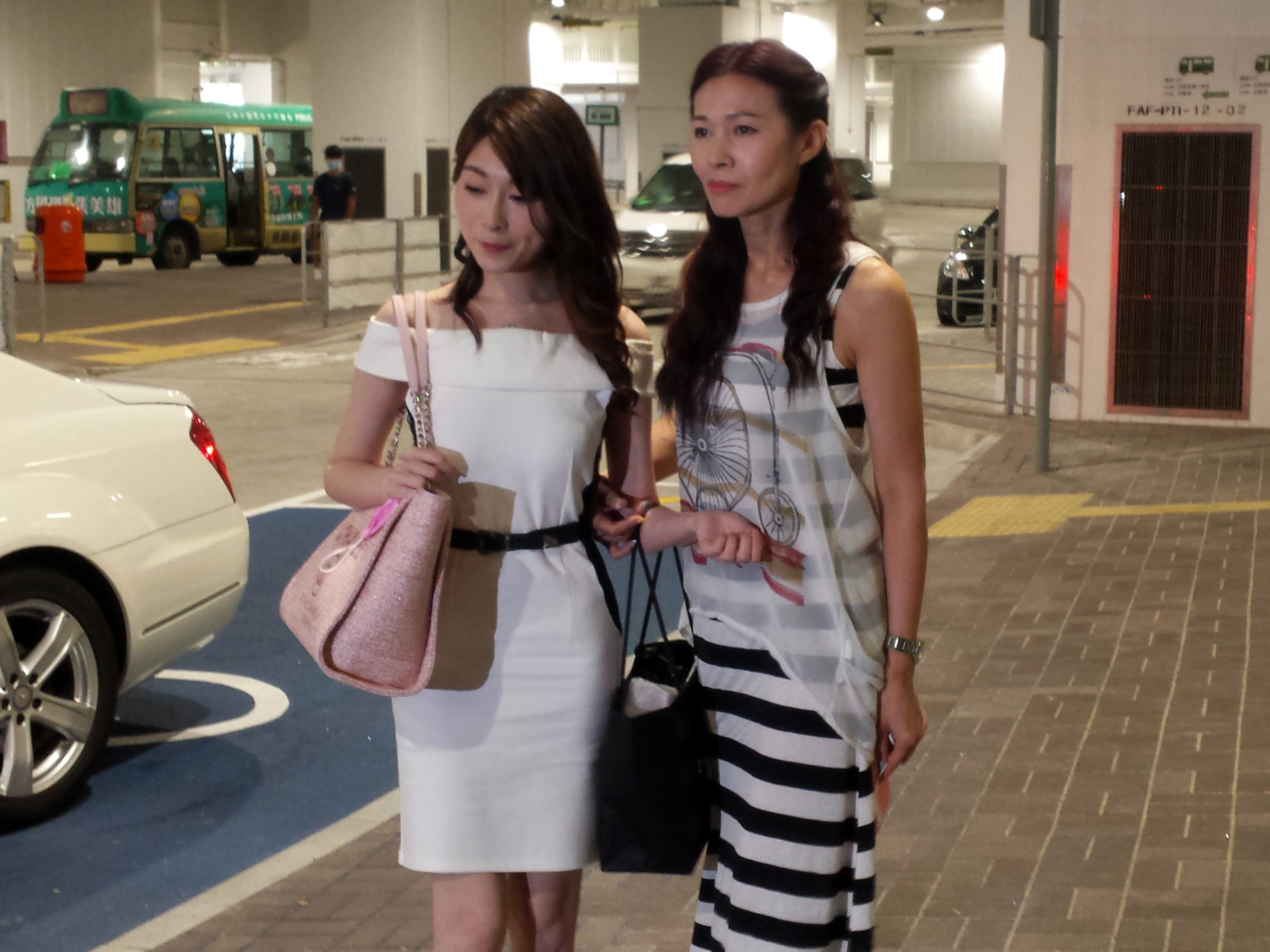
2021年6月16日上午，麥翠嫻陪同參加《2021年度香港小姐競選》的女兒龔敏晴（左），到香港將軍澳康城站公共運輸交匯處等候大會接駁巴士，期間接受記者訪問及拍照。

麥翠嫻及其丈夫龔汝華育有兒子Katio及女兒龔敏晴（Victoria），龔敏晴於大學畢業後從事金融業工作，並曾報名參選《2021年度香港小姐競選》，惟最終未有入圍。

## 演出作品

### 亞洲電視
1983年
- 《八美圖》飾 廖曉晴
- 《少女慈禧》飾 慈安太后
- 《誓不低頭》飾 葉琪
- 《誓不低頭續集》飾 葉琪
- 《新不了情》飾 Fanny
- 《福星闖天下》
- 《情難再》飾 施遠

1984年
- 《天堂鳥》飾 施薇
- 《霍東閣》飾 霍東琴
- 《神相李布衣》
- 《天靈》

1985年
- 《靈界邊緣人》
- 《第四代》

1986年
- 《阿水先生》
- 《少林英雄》
- 《胭脂淚》
- 《秦始皇》 飾 韓彌公主
- 《時勢英雄》
- 《幽靈》

1987年
- 《滿清十三皇朝之努爾哈赤》 飾 叶赫那拉·孟古
- 《擦鞋先生》

1988年
- 《姊妹情》
- 《女優》

2001年
- 《縱橫天下》（2001）

### 無綫電視
1988年
- 《當代男兒》 飾 孫潔明

1989年
- 《摘星的女人》
- 《鐵血大旗門》 飾 水靈光
- 《特警 90》（電視電影） 飾 洛珊
- 《特警90 II之亡命天涯》（電視電影）

1990年
- 《情義兩難》（電視電影）
- 《天龍奇俠》飾 段明明
- 《末世驚情Ⅱ之纏緣》
- 《朝陽》

1991年
- 《打工貴族》
- 《人海驕陽》飾 莫詠旋

1992年
- 《夢斷銀城》飾 沈夢蝶
- 《特警90 III之明日天涯》（電視電影）
- 《火玫瑰》飾 董心湄
- 《水滸英雄傳》 飾 宋江妻
- 《極度空靈》飾 孟男妻子

1993年
- 《武尊少林》飾 呂四娘

1994年
- 《精武五虎之拳霸天下
- 《射鵰英雄傳》飾 梅超風
- 《阿Sir早晨》飾 畢如鳳

1995年
- 《刑事偵緝檔案》飾 謝婉婷
- 《廉政英雌之火槍柔情》飾 李玉霞

2022年
- 《家族榮耀》飾 余翠玉

2024年
- 《太陽星辰(電視劇)》飾 麥志鴻母親

### 電影
1986年
- 《皇家飯》

1987年
- 《開心快活人》

1988年
- 《城市特警》

1992年
- 《金三角群英會》
- 《車神》

1994年
- 《暴劫柔情》
- 《愛是手段》
- 《新男歡女愛》

2017年
- 《妳是我的眼》

2018年
- 《奪命追兇》
- 《盲少爺戀上我》飾 陳玉鳳

### 微電影
- 2012年：東華三院：越半「更」精彩 之《好奇的俊俊》飾 俊俊母親

### 音樂／舞台劇
- 《吾妻正斗》
- 2016年：《香港過來人》
- 2017年：《我是過來人之香港情》
- 2018年：《我是過來人之南北一家親》
- 2019年：《難兄難弟》

### 其他演出
- 1994年：香港電台：《溫馨集：燕歸來》 （页面存档备份，存于） 飾 許太太惠貞
- 2018年：香港電台：《運輸背後：不容有失》（第2集）

## 綜藝節目
- 2012年：亞洲電視：《亞視百人》（第68集）
- 2023年：無綫電視《思家大戰》（第61集，首次亮相無線電視遊戲節目）

## 外部連結
- 麥翠嫻的Facebook專頁
- 麥翠嫻在香港影庫上的簡介
- 亞視百人-麥翠嫻 （页面存档备份，存于）